# Légende du Scorpion à Quatre Queues
Légende du Scorpion à Quatre Queues (Legenden om den Skorpionen med fyra svansar) är det sista albumet av De Facto.

## Låtlista
1. "Legend of the Four-Tailed Scorpion" – 3:02
2. "Mattilious Creed" – 0:17
3. "AMKHZ" – 3:16
4. "Hoxadrine (Live)" – 8:58
5. "Muerte Inoxia" – 3:48
6. "Vesica Pisces (Live)" – 7:13
7. "Cordova" – 5:16
8. "120E7 (Original Version)" – 4:49
9. "Exit Template" – 2:30

## Musiker
- Omar Rodríguez-López - Elbas
- Cedric Bixler-Zavala - trummor
- Isaiah "Ikey" Owens - Keyboards
- Jeremy Michael Ward - Ljudeffekter
- Mitchel Edward Klik - Sång på tracksen 1 & 9